# Négociant manipulant
Pour les articles homonymes, voir NM.

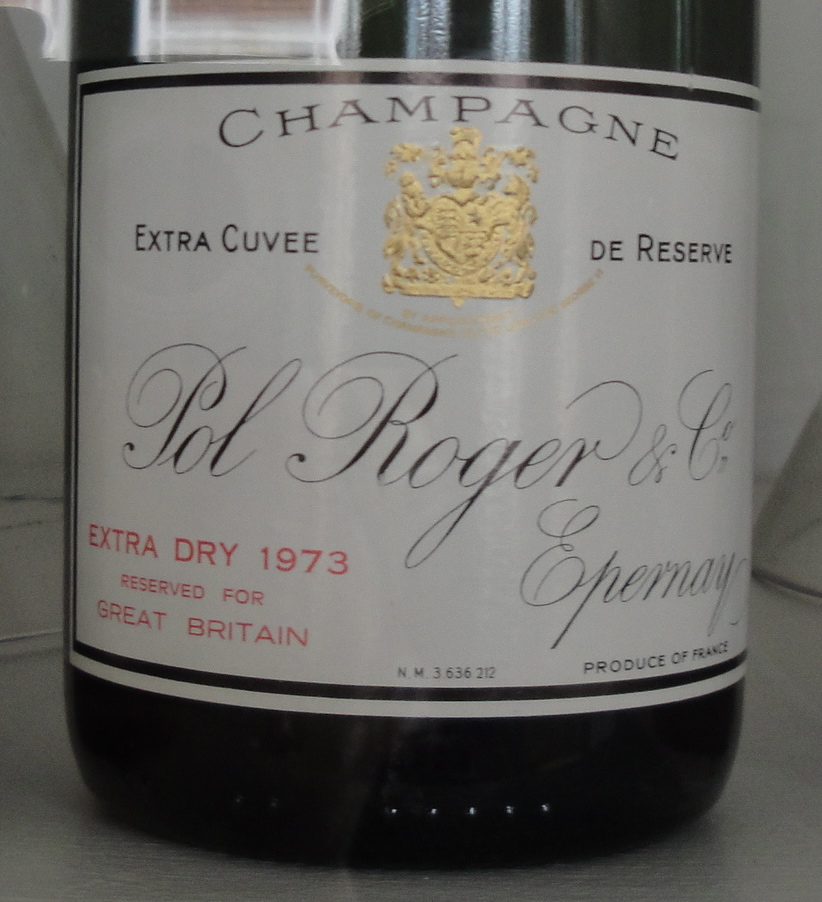
Étiquette Pol Roger, Négociant Manipulant 3 636 212

Un négociant manipulant (NM) est une personne physique ou morale en Champagne qui possède ou non un vignoble, mais qui achète tout ou partie des raisins qu'il vinifie et élève puis commercialise en bouteille. Les plus grandes marques de champagne ont pratiquement toutes ce statut. Les 25 plus gros négociants manipulants contrôlent la moitié du marché du champagne.

## Historique
Le statut de négociant manipulant est lié à l'utilisation du vendangeoir en Champagne. C'est là que sitôt cueillies les grappes de raisin étaient acheminées vers ce lieu où se trouvaient les pressoirs. 

Vendangeoirs du XIXe siècle
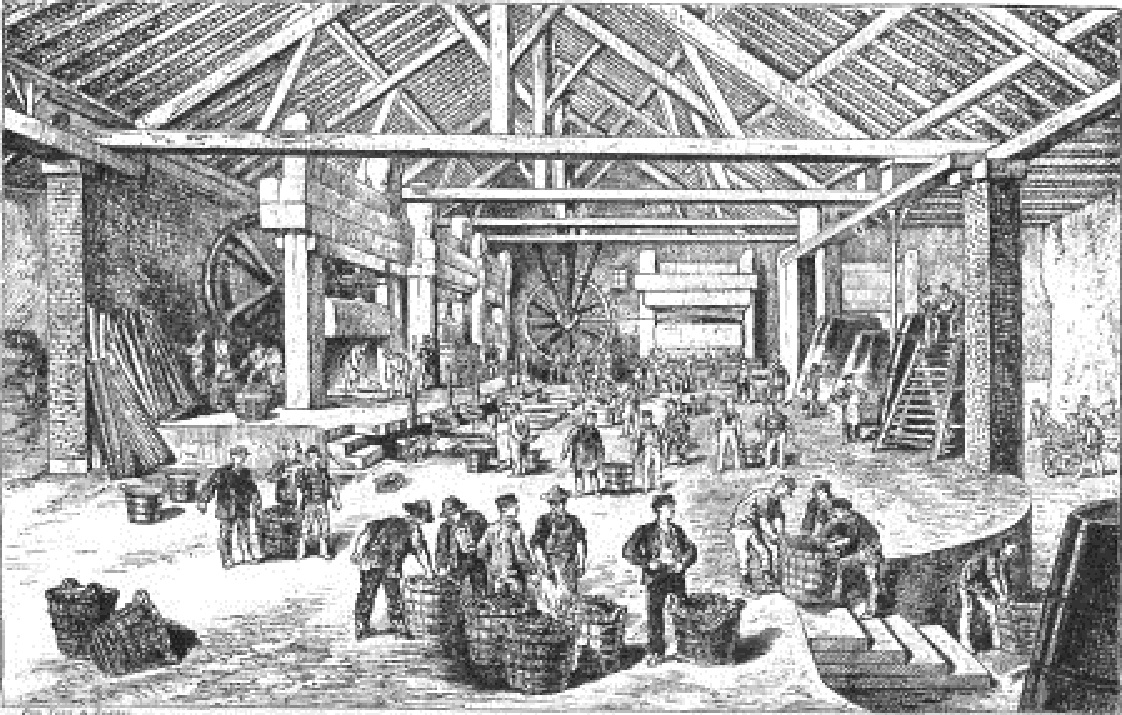
Vendangeoir à Bouzy.
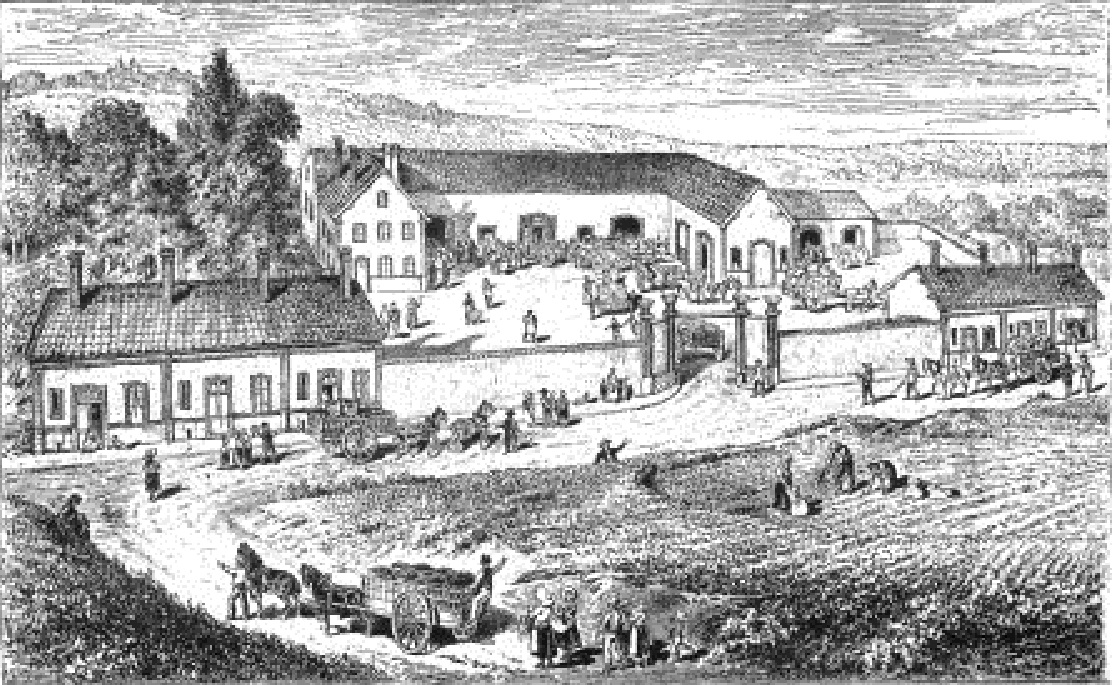
Vendangeoir Moët & Chandon.
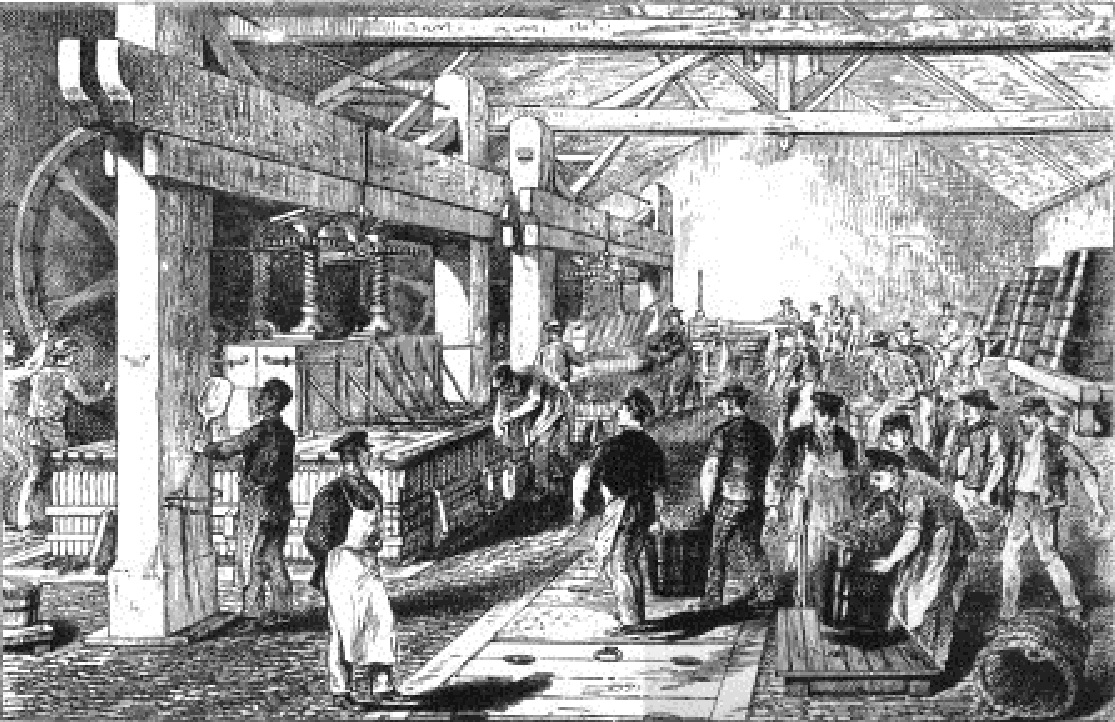
Vendangeoir à Verzenay.

Propriété commune depuis la Révolution, c'est au vendangeoir que chaque propriétaire pouvait faire pressurer ses raisins, cépage par cépage, cru par cru. C'est là aussi que les maisons de Champagne achetaient de la vendange et effectuaient eux-mêmes la vinification. Elles pouvaient acheter des raisins, des moûts ou des vins en cours d'élaboration. Actuellement, même les maisons possédant un vignoble complètent encore leurs apports en passant des contrats avec d'autres vignerons pour se fournir en raisins.

## Statut

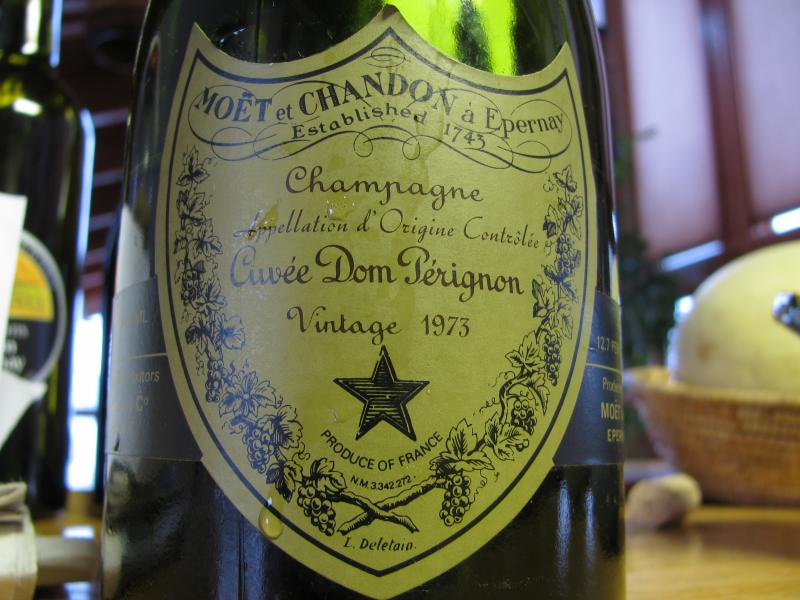
Cuvée Dom Pérignon, Négociant Manipulant 3 342 272.

Cette prise en charge par le négoce est faite sur place soit par le négociant soit par son représentant afin de vérifier, selon la formule consacrée, que le raisin est « sain, loyal et marchand ». Le négociant manipulant qui se porte acquéreur de raisins qui viennent compléter ses vendanges va assurer l'élaboration du champagne dans ses propres locaux et le commercialiser. Pour satisfaire à son statut, il doit obligatoirement assurer la manipulation, c'est-à-dire avoir une capacité de cuverie suffisante et des locaux séparés pour stocker ses achats. 
Il commercialise des bouteilles terminées habillées. Les initiales NM (Négociant Manipulant) apparaissent sur les étiquettes.

## Importance commerciale
Les plus grandes marques de champagne ont pratiquement toutes le statut NM. On en dénombre 250. Il est à souligner que certains vignerons choisissent aussi ce statut, soit pour des raisons fiscales, soit parce que cela leur laisse la possibilité d'acheter un surplus de raisins. Depuis 1983, le négociant manipulant peut exploiter jusqu'à six marques principales ainsi que des marques auxiliaires (M.A). Il est à souligner que les quelque 20-25 plus importants négociants manipulants contrôlent 50 % du marché. Un négociant manipulant est adhérent à l'Institut des grandes marques de champagne et/ou à l'Institut des négociants en vins de Champagne.